# Messerschmitt Wespe
De Messerschmitt “Wespe” (Wesp) is een project voor een jachtvliegtuig ontwikkeld door de Duitse vliegtuigontwerper Messerschmitt. Er is over dit ontwerp slechts weinig bekend. Er werden twee uitvoeringen voor de "Wespe". Het grote verschil waren de rompen die men ontwierp voor de “Wespe”.

## Ontwerpen
In Ontwerp I werd de cockpit halverwege de romp geplaatst. De Heinkel-Hirth He S 011 straalmotor werd in de achterkant van de romp aangebracht. Er was een standaard staartsectie aangebracht, alleen waren de hoogteroeren hoog op het richtingsroer geplaatst.
Bij Ontwerp II had men de cockpit naar de neus van de romp verplaatst. Tevens was de motor naar het midden van de romp verhuisd. De luchtinlaat bevond zich onder de cockpit in de rompneus en de uitlaat bevond zich onder een staartboom. De staartsectie had een V-vorm.
Voor beide ontwerpen maakte men gebruik van een neuswiel landingsgestel. In deze fase van de oorlog werden er waarschijnlijk twee 30 mm MK108 kanonnen aangebracht, al is er niets bekend over eventuele bewapening.
Vooroorlogse ontwerpen:
S 7 ·
S 8 ·
S 9 ·
S 10 ·
S 13 ·
S 14 ·
S 15 ·
S 16 ·
M 17 ·
M 18 ·
M 19 ·
M 20 ·
M 21 ·
M 22 ·
M 23 ·
M 24 ·
M 25 ·
M 26 ·
M 27 ·
M 28 ·
M 29 ·
M 30 ·
M 31 ·
M 33 ·
M 35 ·
M 36 · 
M 37
Ontwerpen 1933-1945:
Bf 108 · 
Bf 109 ·
Bf 109TL ·
Bf 109Z ·
Bf 110 ·
Bf 161 ·
Bf 162 ·
Me 163 · 
Me 209 ·
Me 210 ·
Me 261 ·
Me 262 · 
Me 263 ·
Me 264 · 
Me 265 · 
Me 290 · 
Me 309 ·
Me 309Z ·
Me 321 · 
Me 323 · 
Me 328 · 
Me 334 ·
Me 410 · 
Me 509 · 
Projecten tot 1945:
P.1051 ·
P.1062 ·
P.1065 ·
P.1070 ·
P.1073 ·
P.1092 ·
P.1095 ·
P.1099 ·
P.1100 ·
P.1101 ·
P.1102 ·
P.1103 ·
P.1104 ·
P.1106 ·
P.1107 ·
P.1108 ·
P.1109 ·
P.1110 ·
P.1111 ·
P.1112
Libelle ·
Schwalbe ·
Wespe ·
P.08.01 ·
Zerstörer Project II
Overig:
C-44